# بار استون‌وال
بار استون‌وال (به انگلیسی: Stonewall Inn) میکده‌ای در دهکده گرینویچ نیویورک است که در سال ۱۹۹۹ در فهرست ملی جای‌های تاریخی ایالات متحده آمریکا ثبت شد. بار استون‌وال محل وقوع شورش‌های استون‌وال است. شورش‌هایی که آغازگر جنبش حمایت از حقوق همجنس‌گرایان دانسته می‌شود.